# Daniel Sanches
Daniel Viegas Sanches (Coimbra, 25 de julho de 1949) é um político português. Ocupou o cargo de Ministro da Administração Interna no XVI Governo Constitucional

## Funções governamentais exercidas
- XVI Governo Constitucional
  - Ministro da Administração Interna

## Controvérsias

### O caso SIRESP
O Sistema Integrado das Redes de Emergência e Segurança de Portugal (SIRESP) - um sistema de comunicações móveis, que permitiria a interligação entre as várias forças de segurança, a emergência médica e a protecção civil foi envolto em polémica  por este ter sido adjudicado três dias após as eleições (por 500 milhões de euros) a um consórcio liderado pela Sociedade Lusa de Negócios (SLN), uma holding para a qual o próprio Daniel Sanches trabalhou, antes de integrar o Governo. Esta holding, detentora de 100% do capital do BPN, foi a unica concorrente que se apresentou a concurso. Antes de integrar o Governo, Daniel Sanches chegou a ser director do Departamento Central de Investigação e Acção Penal e quadro do BPN. O caso foi arquivado não tendo sido provadas suspeitas de tráfico de influências e participação económica em negócio.